# アンドレイ・モルドヴィチェフ
アンドレイ・ニコラエヴィチ・モルドヴィチェフ（ロシア語: Андрей Николаевич Мордвичев、1976年1月14日 - ）は、ロシアの軍人。2025年5月よりロシア陸軍総司令官を務める。階級は大将。

## 経歴
2011年4月19日に大佐の階級で第4独立戦車旅団の旅団長に就任。
2013年に少将に昇進。2013年から2014年にかけて中央軍管区第28独立自動車化狙撃旅団の旅団長に就任。2017年には南サハリン州駐屯軍の司令官だった。
また2017年には第68軍団司令官として「南サハリンと千島列島を日本の支配から解放」した対日戦勝利72周年を祝う軍事パレードを南サハリンで主催している。
2018年には中央軍管区第41諸兵科連合軍の第一副司令官兼参謀長となり、ノヴォシビルスクでの第二次世界大戦戦勝パレードを指揮。
2021年5月、第8親衛諸兵科連合軍第一副司令官としてヴォルゴグラードでの第二次世界大戦戦勝75周年パレードを指揮。
2022年2月24日からのロシアによるウクライナ侵攻には第8親衛諸兵科連合軍司令官として従軍し、マリウポリ包囲戦等の戦闘に参加。同年3月、ウクライナ大統領府はモルドヴィチェフがチョルノバイフカ攻撃で殺害されたことを発表し、複数のメディアもウクライナ侵攻で戦死した5人目のロシア軍将官として彼の死を報じた。一方、ロシア国防省はモルドヴィチェフの「戦死」について声明を発表しておらず、3月28日にはラムザン・カディロフがマリウポリでモルドヴィチェフと会談する姿が公開された。
2023年2月17日、中央軍管区の司令官に任命され、9月7日には大将に昇進した。
2024年3月26日、ロシア連邦英雄を授与された。
2025年5月15日、モルドヴィチェフは解任されたオレグ・サリュコフの後任としてロシア陸軍総司令官に就任した。